# 1953-as magyar női kosárlabda-bajnokság
Az 1953-as magyar női kosárlabda-bajnokság a tizenhetedik magyar női kosárlabda-bajnokság volt. A csapatok területi (budapesti és megyei) bajnokságokban játszottak, a győztesek (Budapestről és egyes megyékből több helyezett is) az országos középdöntőben, majd az országos döntőben küzdöttek tovább a végső helyezésekért. Budapesten tizenkét csapat indult el, a csapatok két kört játszottak. Az országos fordulókban már csak egy kör volt.
Névváltozások:
- A III. ker. Vörös Lobogó új neve Bp. Vörös Lobogó lett.
- A Bp. Petőfi új neve Bp. Petőfi Tervhivatal lett.

## Országos döntő
| #  | Csapat                 | M | Gy | V | K+  | K-  | P  |
| -- | ---------------------- | - | -- | - | --- | --- | -- |
| 1. | Bp. Vörös Lobogó       | 5 | 5  | 0 | 335 | 229 | 10 |
| 2. | Bp. Petőfi Tervhivatal | 5 | 4  | 1 | 348 | 188 | 8  |
| 3. | Bp. Vörös Meteor       | 5 | 3  | 2 | 235 | 273 | 6  |
| 4. | Bp. Előre              | 5 | 2  | 3 | 245 | 275 | 4  |
| 5. | Bp. Petőfi VTSK        | 5 | 1  | 4 | 232 | 300 | 2  |
| 6. | Székesfehérvári Építők | 5 | 0  | 5 | 191 | 321 | 0  |

* M: Mérkőzés Gy: Győzelem V: Vereség K+: Dobott kosár K-: Kapott kosár P: Pont

## Országos középdöntő
- Budapest: Székesfehérvári Építők 6, Pécsi Lokomotív 4, Debreceni Lokomotív 2, Szombathelyi Lokomotív 0 pont
- Pécs: Bp. Petőfi Tervhivatal 6, Bajai Építők 4, Szegedi Petőfi 2, Komáromi Lokomotív 0 pont
- Győr: Bp. Előre 6, Salgótarjáni Vasas 4, Szekszárdi Vörös Meteor  2, Kaposvári Kinizsi 0 pont
- Szeged: Bp. Petőfi VTSK 6, Soproni Lokomotív 4, Veszprémi Haladás 2, Zalaegerszegi Dózsa 0 pont
- Diósgyőr: Bp. Vörös Lobogó 6, Békési Vörös Meteor  4, Szolnoki Lokomotív 2, Nyíregyházi Petőfi 0 pont
- Szolnok: Bp. Vörös Meteor 6, Diósgyőri Vasas 4, Nagykőrösi Fáklya 2, Egri Dózsa 0 pont

## Budapesti csoport
| #   | Csapat                        | M  | Gy | D | V  | K+   | K-   | P  | Megjegyzés     |
| --- | ----------------------------- | -- | -- | - | -- | ---- | ---- | -- | -------------- |
| 1.  | Bp. Petőfi Tervhivatal        | 22 | 22 | 0 | 0  | 1935 | 916  | 44 |                |
| 2.  | Bp. Petőfi VTSK               | 22 | 17 | 0 | 5  | 1266 | 1095 | 34 |                |
| 3.  | Bp. Vörös Lobogó              | 22 | 15 | 0 | 7  | 1331 | 1145 | 30 |                |
| 4.  | Bp. Vörös Meteor              | 22 | 14 | 0 | 8  | 1210 | 1114 | 27 | 1 pont levonva |
| 5.  | Bp. Előre                     | 22 | 11 | 1 | 10 | 1106 | 1076 | 23 |                |
| 6.  | VL Magyar Pamut               | 22 | 11 | 0 | 11 | 1083 | 1140 | 22 |                |
| 7.  | Testnevelési Főiskola Haladás | 22 | 11 | 0 | 11 | 856  | 928  | 22 |                |
| 8.  | Bp. Lokomotív                 | 22 | 12 | 0 | 10 | 1012 | 1066 | 22 | 2 pont levonva |
| 9.  | Bp. Haladás                   | 22 |    |   |    |      |      | 17 |                |
| 10. | Bp. Fáklya                    | 22 |    |   |    |      |      | 11 |                |
| 11. | Vasas Gheorghiu Dej Hajógyár  | 22 |    |   |    |      |      | 4  |                |
| 12. | VL Duna Cipőgyár              | 22 |    |   |    |      |      | 3  |                |

* M: Mérkőzés Gy: Győzelem D: Döntetlen V: Vereség K+: Dobott kosár K-: Kapott kosár P: Pont
Megjegyzés: Csak az első nyolc helyezett végeredményét közölte az újság, a további helyezettek eredményei korábbi állásokból és meccseredményekből lettek kiszámolva.